# Hersony Canelón
Hersony Gadiel Canelón Vera (* 2. Dezember 1988 in Caracas) ist ein venezolanischer Bahnradsportler.

## Sportliche Laufbahn
Im Jahr 2010 belegte Hersony Canelón den zweiten Platz bei den Panamerikanischen Meisterschaften im Teamsprint, gemeinsam mit Ángel Pulgar und César Marcano. Im Jahr 2011 siegte er bei den Panamerikanischen Spielen in Guadalajara im Sprint (als erster Venezolaner) sowie im Teamsprint (mit Pulgar und Marcano) und belegte im Keirin Rang zwei. Beim zweiten Lauf des Bahnrad-Weltcups 2011/12 in Cali wurde er in Keirin und Teamsprint (mit Pulgar und Marcano) jeweils Dritter.
Im Jahr 2013 errang Canelón bei den Panamerikanischen Meisterschaften in Aguascalientes die Goldmedaille im Teamsprint, gemeinsam mit Marcano und Pulgar. Diesen Erfolg konnten sie 2014 und 2015 wiederholen wie auch bei den Panamerikanischen Spielen 2015. Im Jahr 2016 wurde Hersony Canelón für die Teilnahme an den Olympischen Spielen in Rio de Janeiro nominiert und belegte mit Marcano und Pulgar im Teamsprint Rang acht. Im Jahr 2018 gewann er den Keirin-Wettbewerb bei den Südamerikaspielen und gewann Medaillen bei weiteren lateinamerikanischen Wettbewerben. Bei den Panamerikaspielen 2019 belegte er Platz zwei im Keirin.

## Erfolge
2007
- Panamerikanische Spiele – Teamsprint (mit Andris Hernández und Francisco Marcano)

2010
- Panamerikanische Meisterschaft – Teamsprint (mit Ángel Pulgar und César Marcano)
- Zentralamerika- und Karibikspiele – Teamsprint (mit Ángel Pulgar und César Marcano)
- Zentralamerika- und Karibikspiele – Sprint, Keirin

2011
- Panamerikanische Spiele – Sprint, Teamsprint (mit Ángel Pulgar und César Marcano)
- Panamerikanische Spiele – Keirin

2012
- Panamerikanische Meisterschaft – Sprint
- Panamerikanische Meisterschaft – Teamsprint (mit Ángel Pulgar und César Marcano)

2013
- Panamerikameister – Sprint, Teamsprint (mit Ángel Pulgar und César Marcano)
- Venezolanischer Meister – Sprint, Keirin

2014
- Panamerikanischer Meister – Sprint, Teamsprint (mit Ángel Pulgar und César Marcano)
- Panamerikanische Meisterschaft – Keirin
- Zentralamerika- und Karibikspiele – Teamsprint (mit Ángel Pulgar und César Marcano)
- Zentralamerika- und Karibikspiele – Sprint, Keirin
- Südamerikaspiele – Teamsprint (mit Ángel Pulgar und César Marcano)
- Südamerikaspiele – Sprint, Keirin
- Venezolanischer Meister – Keirin, Teamsprint (mit Giovanny Mendez und Joel Becerra)

2015
- Panamerikanischer Meister – Teamsprint (mit Ángel Pulgar und César Marcano)
- Panamerikanische Meisterschaft – Sprint, Keirin
- Panamerikanische Spiele – Keirin, Teamsprint (mit Ángel Pulgar und César Marcano)
- Panamerikanische Spiele – Keirin

2018
- Südamerikaspielesieger – Keirin
- Südamerikaspielesieger – Sprint, Teamsprint (mit César Marcano und Adamil Agüero)
- Zentralamerika- und Karibikspiele – Keirin, Teamsprint (mit César Marcano und Gabriel Quintero)

2019
- Venezolanischer Meister – Sprint
- Panamerikaspiele – Keirin

2021
- Venezolanischer Meister – Keirin

2022
- Südamerikaspielesieger – Teamsprint (mit Luis Yáñez und Yorber Teran)